# پورتو سیلس
پورتو سیلس (به اسپانیایی: Puerto Siles) یک منطقهٔ مسکونی در بولیوی است که در استان ماموره واقع شده‌است.